# Peter Larsson (calciatore 1984)
Peter Karl-Johan Larsson (Halmstad, 30 aprile 1984) è un ex calciatore svedese, di ruolo difensore.

## Palmarès

### Club
- Campionato danese: 2

Copenaghen: 2008-2009, 2009-2010
- Coppa di Danimarca: 2

Copenaghen: 2008-2009, 2011-2012
- Supercoppa di Svezia: 1

Helsingborg: 2011